# Guy Martin (pilote)
Pour les articles homonymes, voir Guy Martin (homonymie) et Martin.
Guy Martin (né le 4 novembre 1981 à Grimsby, Angleterre) est un sportif polyvalent anglais, principalement pilote de vitesse moto. À titre professionnel, il est mécanicien poids lourd. Bien qu'ayant participé à de nombreuses compétitions sur circuit, il s'est principalement fait connaître lors de compétitions de course sur route.
Largement considéré par le public comme étant un personnage "haut en couleur" doublé d'un pilote talentueux, Guy Martin fait chaque année l'objet d'une grande attention médiatique lors du Tourist Trophy de l'île de Man. En 2004, pour sa première participation, il bat le record des newcomers (les pilotes qui y courent pour la première fois) avec une moyenne de 122,10 milles par heure (196,5 km/h) de moyenne au tour. Il y détient le record du plus grand nombre de podiums sans avoir gagné (17).
Il détient aussi le record Britannique de vitesse à vélo avec 112,94 milles par heure (181,76 km/h), établi en profitant de l'aspiration d'un camion de course, sur la plage de Pendine Sands, là même où Malcolm Campbell avait établi son record de vitesse terrestre en 1924 au volant d'une Sunbeam 350HP.
Il est le sujet principal du film-documentaire Tourist Trophy: la course de l'extrême (2011).

## Compétitions
Il participe depuis 2004 au Tourist Trophy de l'île de Man.
En 2007, Guy Martin termine 2e au Senior TT.
En 2013, il termine 2e aux 24 Heures du Mans moto, avec les français Dylan Buisson et Gwen Giabbani du Team R2CL.
Pendant la saison 2013, Guy Martin gagne le Southern 100, le Scarborough Gold, l’Ulster Grand Prix et monte sur le podium au TT.

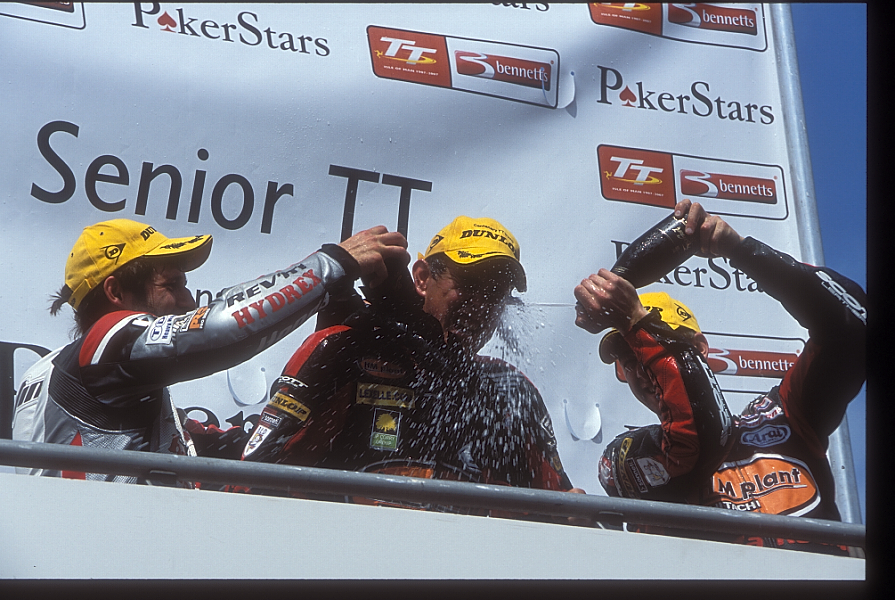
Guy Martin deuxième au TT en 2007.

En 2014, à Grandvalira (Andorre), il bat le record du monde de vitesse en skeleton avec 134,368 km/h.
En 2014, il termine 1er à la course de côte Pikes Peak International Hill Climb dans la catégorie UTV Exhibition, au guidon d'une Suzuki GSX-R 1991 au moteur air/huile de 1 100 cm3 (porté à 1 380 cm3) avec un turbo pour 550 ch,.

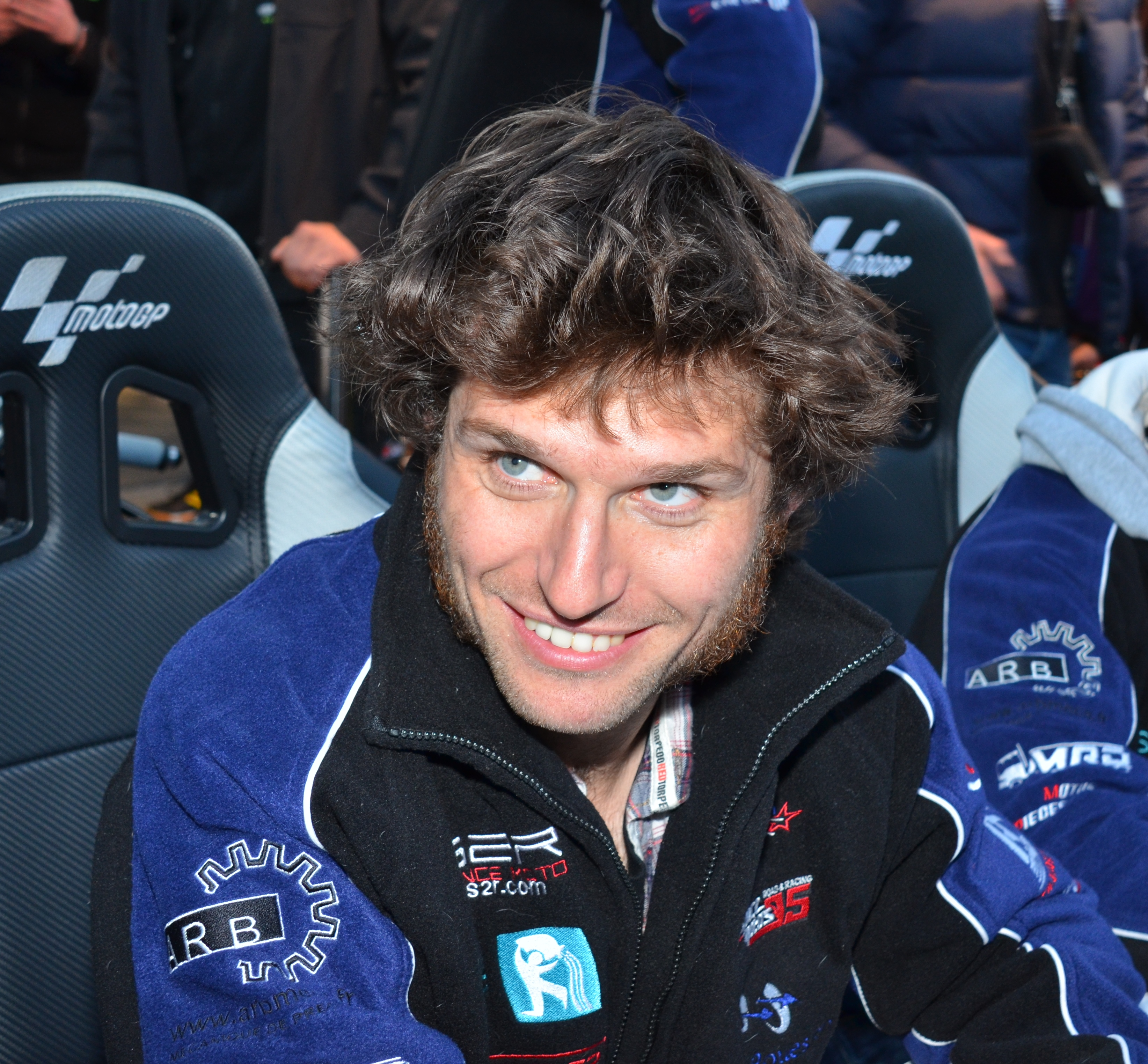
Guy Martin au Bol d'or 2014.

En 2017, il reparticipe au Tourist Trophy, sur l'Ile de Man, au guidon d'une Honda Fireblade SP2. Il chute le 4 juin à Doran's Bend.